# Declan Rice
Declan Rice (Londres, 14 de enero de 1999) es un futbolista británico que juega de centrocampista en el Arsenal F. C. de la Premier League de Inglaterra. Es internacional absoluto con la selección de Inglaterra.

## Trayectoria

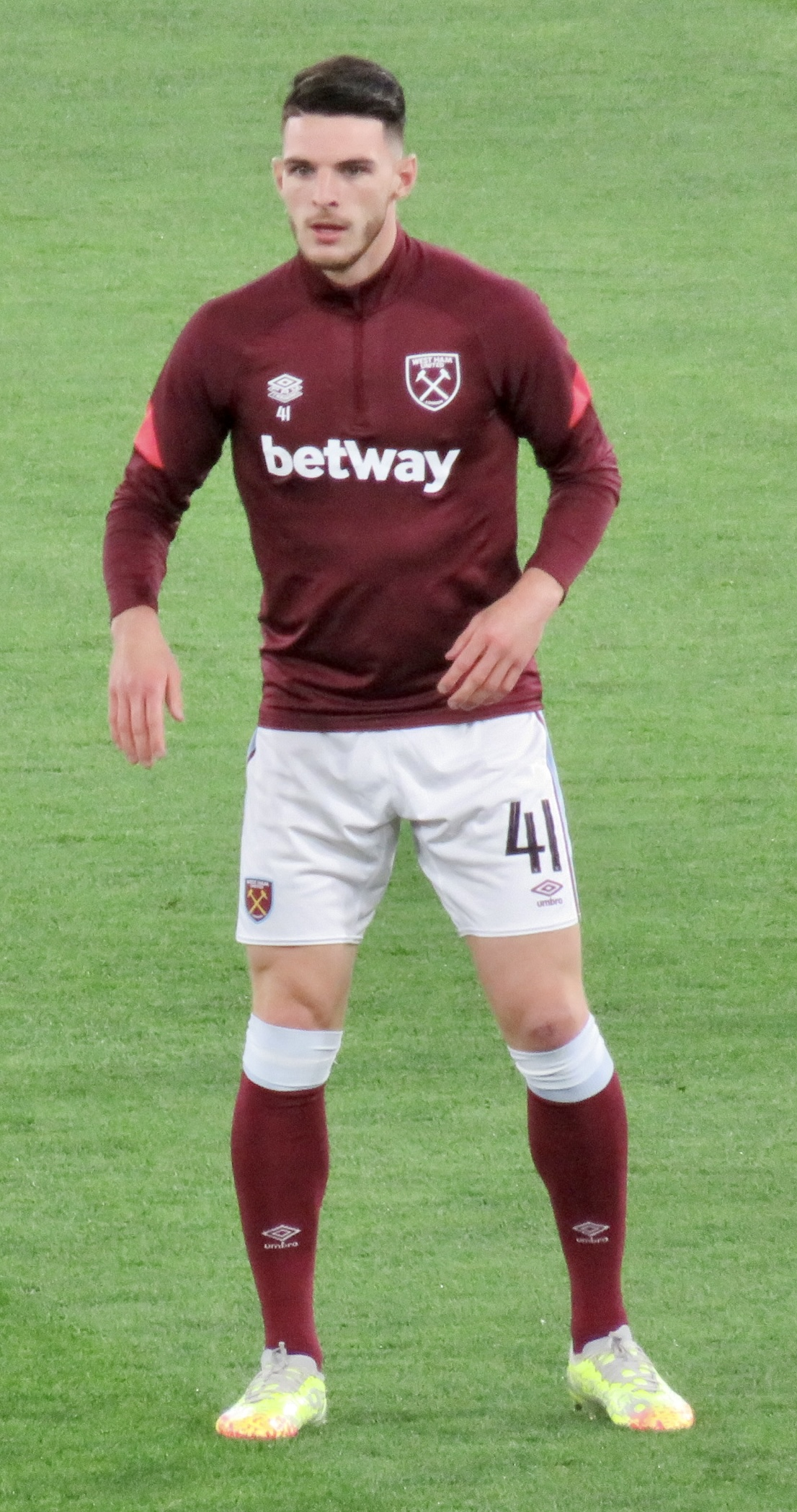
Declan Rice antes del partido de la Liga Europa contra el Rapid Viena en Londres.

### Inicios
Creció en un municipio de Londres llamado Kingston upon Thames, y se unió a las categorías inferiores del Chelsea a los siete años. Sus abuelos, por parte de padre, son irlandeses de Douglas, Condado de Cork. En 2014, con 15 años, se unió a la academia del West Ham.

### West Ham United
En diciembre de 2015 firmó su primer contrato profesional con el club inglés. Después de varias convocatorias sin participación, debutó con los Hammers el 21 de mayo ante el Burnley (1-2), en la última jornada de la Premier League 2016-17, entrando al campo en el minuto 91 por Edimilson Fernandes. Su debut como titular llegó, el 19 de agosto de 2017, en la derrota por 3-2 ante el Southampton.
El 27 de abril de 2018 finalizó en segunda posición del trofeo "Hammer of the Year", solo por detrás de Marko Arnautović, después de haberse consolidado en el equipo titular. Jugó su encuentro número 50 con el West Ham United, el 22 de diciembre de 2018, siendo el jugador más joven en hacerlo desde Michael Carrick. El 28 de diciembre renovó su contrato con el club hasta 2024. El 12 de enero de 2019 anotó su primer gol con el West Ham, además de ser elegido mejor jugador del encuentro, en la victoria por 1-0 sobre el Arsenal F. C. en el Estadio Olímpico de Londres.
En mayo de 2022 fue nombrado capitán del equipo. La siguiente temporada ayudó al club a conquistar la Liga Europa Conferencia de la UEFA, competición en la que ganó el premio a mejor jugador.

### Arsenal F. C.
El 15 de julio de 2023, después de haber jugado 245 partidos con los hammers, fue fichado por el Arsenal F. C. con el que firmó un contrato de larga duración. El siguiente 6 de agosto logró su primer título como gunner al derrotar en la tanda de penaltis de la Community Shield al Manchester City F. C. Su primer gol fue ante el otro equipo de Mánchester, el Manchester United, en un triunfo por 3-1 en la Premier League. En esta misma competición también marcó en la visita al West Ham United, una victoria por 0-6 que fue la derrota más abultada del conjunto local en su estadio desde 1963.
El 8 de abril de 2025, en el partido de ida de los cuartos de final de la Liga de Campeones de la UEFA contra el Real Madrid C. F., anotó los primeros dos goles de falta de su carrera. A su vez, se convirtió en el primer jugador en la historia de la competición en marcar dos lanzamientos de tiro libre en un mismo encuentro de la fase eliminatoria.
En la temporada 2024-25 logró su mejor marca personal con 19 goles y asistencias en total en todas las competiciones.

## Selección nacional

### Selección de Irlanda
Rice comenzó su carrera internacional en las categorías inferiores de la selección de Irlanda debido al origen de sus abuelos paternos. El 19 de marzo de 2017 fue nombrado jugador del año por la sub-17 de la República de Irlanda. El 23 de mayo, días antes de su debut en la Premier League, fue llamado por la selección de Irlanda para jugar los amistosos contra México y Uruguay y un partido clasificatorio para la Copa del Mundo, en casa ante Austria. Finalmente su debut se produjo un año más tarde, el 23 de marzo de 2018, en un amistoso ante Turquía.
En agosto de 2018 no se unió al equipo nacional para jugar ante Gales ya que estaba considerando jugar con la selección de Inglaterra, según comunicó el seleccionador Martin O'Neill. Finalmente, el 13 de febrero de 2019 anunció su decisión de jugar con la selección inglesa, que fue ratificada por la FIFA el 5 de marzo.
El 12 de marzo fue elegido como mejor jugador joven irlandés.

### Selección de Inglaterra
El 13 de marzo de 2019 fue convocado por primera vez con la selección inglesa, después de haber jugado tres encuentros amistosos con la selección irlandesa. Debutó con el conjunto inglés el 22 de marzo, ante República Checa, sustituyendo en el minuto 63 a Dele Alli en el Estadio de Wembley.

#### Participaciones en Copas del Mundo
| Copa              | Sede  | Resultado        | Partidos | Goles |
| ----------------- | ----- | ---------------- | -------- | ----- |
| Copa Mundial 2022 | Catar | Cuartos de final | 5        | 0     |

#### Participaciones en Eurocopas
| Copa          | Sede     | Resultado  | Partidos | Goles |
| ------------- | -------- | ---------- | -------- | ----- |
| Eurocopa 2020 | Europa   | Subcampeón | 7        | 0     |
| Eurocopa 2024 | Alemania | Subcampeón | 7        | 0     |

#### Goles internacionales
| N.º | Fecha                   | Estadio                                           | Rival     | Gol | Resultado | Competición                                          |
| --- | ----------------------- | ------------------------------------------------- | --------- | --- | --------- | ---------------------------------------------------- |
| 1   | 18 de noviembre de 2020 | Estadio de Wembley, Londres, Inglaterra           | Islandia  | 1-0 | 4-0       | Liga de Naciones de la UEFA 2020-21                  |
| 2   | 2 de septiembre de 2021 | Puskás Aréna, Budapest, Hungría                   | Hungría   | 0-4 | 0-4       | Clasificación para la Copa Mundial de Fútbol de 2022 |
| 3   | 23 de marzo de 2023     | Estadio Diego Armando Maradona, Nápoles, Italia   | Italia    | 0-1 | 1-2       | Clasificación para la Eurocopa 2024                  |
| 4   | 7 de septiembre de 2024 | Estadio Aviva, Dublín, República de Irlanda       | Irlanda   | 1-0 | 2-0       | Liga de Naciones de la UEFA 2024-25                  |
| 5   | 13 de octubre de 2024   | Estadio Olímpico de Helsinki, Helsinki, Finlandia | Finlandia | 0-3 | 1-3       | Liga de Naciones de la UEFA 2024-25                  |

## Estadísticas

### Clubes
Actualizado al último partido disputado el 17 de agosto de 2025.
| Club                             | Div.          | Temporada     | Liga  | Liga  | Copas nacionales | Copas nacionales | Copas internacionales | Copas internacionales | Total | Total |
| Club                             | Div.          | Temporada     | Part. | Goles | Part.            | Goles            | Part.                 | Goles                 | Part. | Goles |
| -------------------------------- | ------------- | ------------- | ----- | ----- | ---------------- | ---------------- | --------------------- | --------------------- | ----- | ----- |
| West Ham United F. C. Inglaterra | 1.ª           | 2016-17       | 1     | 0     | 0                | 0                | —                     | —                     | 1     | 0     |
| West Ham United F. C. Inglaterra | 1.ª           | 2017-18       | 26    | 0     | 5                | 0                | —                     | —                     | 31    | 0     |
| West Ham United F. C. Inglaterra | 1.ª           | 2018-19       | 34    | 2     | 4                | 0                | —                     | —                     | 38    | 2     |
| West Ham United F. C. Inglaterra | 1.ª           | 2019-20       | 38    | 1     | 2                | 0                | —                     | —                     | 40    | 1     |
| West Ham United F. C. Inglaterra | 1.ª           | 2020-21       | 32    | 2     | 3                | 0                | —                     | —                     | 35    | 2     |
| West Ham United F. C. Inglaterra | 1.ª           | 2021-22       | 36    | 1     | 4                | 1                | 10                    | 3                     | 50    | 5     |
| West Ham United F. C. Inglaterra | 1.ª           | 2022-23       | 37    | 4     | 2                | 0                | 11                    | 1                     | 50    | 5     |
| West Ham United F. C. Inglaterra | Total club    | Total club    | 204   | 10    | 20               | 1                | 21                    | 4                     | 245   | 15    |
| Arsenal F. C. Inglaterra         | 1.ª           | 2023-24       | 38    | 7     | 3                | 0                | 10                    | 0                     | 51    | 7     |
| Arsenal F. C. Inglaterra         | 1.ª           | 2024-25       | 35    | 4     | 4                | 1                | 13                    | 4                     | 52    | 9     |
| Arsenal F. C. Inglaterra         | 1.ª           | 2025-26       | 1     | 0     | 0                | 0                | 0                     | 0                     | 1     | 0     |
| Arsenal F. C. Inglaterra         | Total club    | Total club    | 74    | 11    | 7                | 1                | 23                    | 4                     | 104   | 16    |
| Total carrera                    | Total carrera | Total carrera | 278   | 21    | 27               | 2                | 44                    | 8                     | 349   | 31    |
| 1. 2.                            |               |               |       |       |                  |                  |                       |                       |       |       |

### Selección nacional
| Selección           | Temporada        | Amistosos | Amistosos | Europa | Europa | Mundial | Mundial | Total | Total |
| Selección           | Temporada        | Part.     | Goles     | Part.  | Goles  | Part.   | Goles   | Part. | Goles |
| ------------------- | ---------------- | --------- | --------- | ------ | ------ | ------- | ------- | ----- | ----- |
| Sub-16 Irlanda      | 2015             | ?         | ?         | ?      | ?      | -       | -       | 3     | 0     |
| Sub-16 Irlanda      | Total            | -         | -         | -      | -      | -       | -       | 3     | 0     |
| Sub-17 Irlanda      | 2015-2016        | ?         | ?         | ?      | ?      | -       | -       | 6     | 2     |
| Sub-17 Irlanda      | Total            | -         | -         | -      | -      | -       | -       | 6     | 2     |
| Sub-19 Irlanda      | 2016-2017        | 2         | 0         | 4      | 0      | -       | -       | 6     | 0     |
| Sub-19 Irlanda      | Total            | 2         | 0         | 4      | 0      | -       | -       | 6     | 0     |
| Sub-21 Irlanda      | 2017-2018        | -         | -         | 5      | 1      | -       | -       | 5     | 1     |
| Sub-21 Irlanda      | Total            | -         | -         | 5      | 1      | -       | -       | 5     | 1     |
| Absoluta Irlanda    | 2018             | 3         | 0         | -      | -      | -       | -       | 3     | 0     |
| Absoluta Irlanda    | Total            | 3         | 0         | -      | -      | -       | -       | 3     | 0     |
| Absoluta Inglaterra | 2019             | -         | -         | 7      | 0      | -       | -       | 7     | 0     |
| Absoluta Inglaterra | 2020             | -         | -         | 6      | 1      | -       | -       | 6     | 1     |
| Absoluta Inglaterra | 2021             | 2         | 0         | 9      | 0      | -       | -       | 11    | 0     |
| Absoluta Inglaterra | Total            | 2         | 0         | 22     | 1      | 0       | 0       | 24    | 1     |
| Total Irlanda       | Total Irlanda    | 5         | 0         | 9      | 1      | 0       | 0       | 23    | 3     |
| Total Inglaterra    | Total Inglaterra | 2         | 0         | 22     | 1      | 0       | 0       | 24    | 1     |
| 1.                  |                  |           |           |        |        |         |         |       |       |

## Palmarés

### Títulos nacionales
| Título           | Club          | País       | Año  |
| ---------------- | ------------- | ---------- | ---- |
| Community Shield | Arsenal F. C. | Inglaterra | 2023 |

### Títulos internacionales
| Título                             | Club                  | País  | Año  |
| ---------------------------------- | --------------------- | ----- | ---- |
| Liga Europa Conferencia de la UEFA | West Ham United F. C. | Praga | 2023 |

### Distinciones individuales
| Distinción                                                      | Año  |
| --------------------------------------------------------------- | ---- |
| Jugador joven de West Ham United                                | 2017 |
| Jugador joven de West Ham United                                | 2018 |
| Jugador del año de la sub-17 de la República de Irlanda         | 2017 |
| Jugador del año de la sub-19 de la República de Irlanda         | 2018 |
| Jugador joven del año de la República de Irlanda                | 2019 |
| Parte de los 100 mejores jugadores del mundo según The Guardian | 2022 |